# Гранов, Игорь Яковлевич
И́горь Я́ковлевич Гра́нов (9 февраля 1938, Москва — 19 июня 2021, Москва) — советский музыкант, композитор, музыкальный продюсер. Заслуженный артист РСФСР (1979), действительный член Российской академии естественных наук (2001), доктор искусствоведения (1997) и почётный профессор Международной Академии наук Сан-Марино. Выпускник Музыкального училища им. Октябрьской революции по специальности дирижёр-хоровик (1956) и Высших режиссёрских курсов при ГИТИСе (1973).

## Биография
Игорь Гранов родился 9 февраля 1938 года в Москве.
В 1952—1956 годах проходил обучение в музыкальном училище имени Октябрьской Революции, по окончании которого преподавал теорию музыки и вёл хор старших классов в детской музыкальной школе имени И. О. Дунаевского.
По совету брата во второй половине 1950-х годов Игорь начал играть на фортепиано и аккордеоне на танцевальных площадках Москвы, где на него обратили внимание старшие товарищи, музыканты из уже известных джазовых оркестров. С их посредничеством Гранов и получил приглашение начать эстрадную карьеру — поработать в Всероссийском Гастрольно-Концертном Объединении (ВГКО), в джаз-секстете Михаила Волоха. Набравшись опыта, почти через год молодой музыкант решил уйти из ансамбля и реализовать собственные артистические замыслы.
В 1958 году Игорь Гранов создал джазовый квартет (фортепиано, контрабас, ударные, гитара). Репертуар ансамбля составили произведения советских композиторов в его собственной обработке и джазовая классика. В поисках солистки Гранов обратил внимание на недавно покинувшую мюзик-холл Тамару Миансарову — молодую певицу с двумя высшими музыкальными образованиями и высоким голосом классического диапазона. Поработав над её манерой исполнения, Игорь Гранов подготовил Тамару к исполнению эстрадного репертуара. Как результат — в 1962 году ансамбль Гранова вместе с певицей Тамарой Миансаровой стал лауреатом VIII Всемирного фестиваля молодёжи и студентов в Хельсинки, а ещё через год, с песней «Пусть всегда будет солнце» (А. Островский — Л. Ошанин) — завоевал первое место на международном фестивале в польском Сопоте. К сожалению, после очередных гастролей пути певицы и эстрадного ансамбля разошлись.
Игорь Гранов пригласил в свой эстрадный коллектив поющего театрального актёра Льва Барашкова, открыл новые имена — таких певиц, как Вероника Круглова и Аида Ведищева. Шесть лет длилось плодотворное сотрудничество Игоря Гранова с эстрадным автором и конферансье Эмилем Радовым, с которым они создали в театре «Эрмитаж» программу «Театральные вечера». В это время Игорь Гранов начал сочинять музыку.
В 1968—1969 годах в составе эстрадной группы артистов под названием «Советский мюзик-холл» дирижёр Игорь Гранов находился в длительной гастрольной поездке на американском континенте, во время которой в Мехико познакомился с джазменом Луи Армстронгом. Приобретённый на этих гастролях опыт и советы Л. Армстронга навели Гранова на мысль о создании на советской эстраде нового жанра. На эстраде уже работали с 1966 года такие известные ансамбли, как «Поющие гитары», «Весёлые ребята», молдавский «Норок» (1967). В 1969 году появились «Голубые гитары» — вокально-инструментальный ансамбль, название которому дали немецкие электрогитары голубого с перламутром цвета. Гастроли «Голубых гитар» собирали аншлаги на всех площадках Советского Союза. Из этого ансамбля вышел ряд ярких артистов: Игорь Крутой, Вячеслав Малежик, Роксана Бабаян, Павел Бабаков, Пётр Подгородецкий.
В 1980-е годы интерес к жанру ВИА спал. Игорь Гранов, к этому времени, окончивший режиссёрские курсы ГИТИСа, работал как режиссёр, поставил свой дипломный концерт в Кремлёвском дворце съездов, а также оформлял военный парад на Красной площади. Также им был поставлен театрализованный музыкальный спектакль на тему сказки «Двенадцать месяцев» с участием Краснознамённого ансамбля песни и пляски имени Александрова, Геннадия Хазанова и Аллы Пугачёвой.
В 1990 году Игорь Гранов создал экспериментальный театр-студию «Музыка» и поставил спектакль-мюзикл «Музыкальный гороскоп». В 1993 году театр был преобразован в «Дом эстрады, сценографии и менеджмента» под его руководством.
Скончался 19 июня 2021 года. Прах захоронен в закрытом колумбарии на Донском кладбище (14 зал,18 колумбарий).

## Личная жизнь
Жена Алла. Три дочери.

## Дискография
- 1971 г. «Мелодия». ВИА «Голубые гитары». «Романтики» (И. Гранов — П. Леонидов), «Скачки» (обработка А. Быкова), «Простая песенка» (И. Гранов — П. Синявский), «Не жалею, не зову не плачу» (Г. Пономаренко — С. Есенин).
- 1971 г. «Мелодия». ВИА «Голубые гитары». «О чём плачут гитары» (М. Долган, русский текст Д. Иванова), «Весеннее настроение» (И. Гранов), «Я тебе пригожусь» (И. Гранов — Л. Дербенёв), «Добрый молодец» (С. Туликов — М. Пляцковский).
- 1972 г. «Мелодия». ВИА «Голубые гитары». «Ветер северный» (Я. Френкель — И. Гофф), «Калинка» (обработка русской народной песни), «Когда я увидел её» (Дж. Леннон — П. Маккартни), «Первый дождь, первый снег»(И. Гранов — П. Леонидов).
- 1973 г. «Мелодия». ВИА «Голубые гитары». «Ветер северный» (Я. Френкель — И. Гофф), «Калинка» (обработка русской народной песни), «Когда я увидел её» (Дж. Леннон — П. Маккартни), «У дороги чибис» (М. Иорданский — А. Пришелец).
- 1976 г. «Мелодия». ВИА «Голубые гитары». «Почтальон» (В. Добрынин, А. Пузырёв — О. Гаджикасимов), «Первый поцелуй» (И. Гранов — Л. Дербенёв), «Крокодил зелёный» (С. Дьячков — Л. Дербенёв, И. Шаферан).
- 1977 г. «Мелодия». ВИА «Голубые гитары». «Преддорожная» (А. Пахмутова — Н. Грибачёв), «В лесу» (И. Гранов — Л. Дербенёв), «Чёрный телефон»(Л. Гарин — Б. Рахманин), «Песня о сказке» (И. Гранов — Л. Дербенёв).
- 1978 г. «Мелодия». ВИА «Голубые гитары». «Весенняя бессонница» (Г. Мовсесян — Л. Ошанин), «Кольца обручальные» (О. Фельцман — Н. Олев), «Ожидание любви» (И. Гранов — Л. Дербенёв).
- 1978 г. «Мелодия», ВИА «Голубые гитары». «Красная шапочка, Серый волк и „Голубые гитары“». Фрагменты из мюзикла. Музыка Игоря Гранова. «Любовь навсегда» (Л. Дербенёв), «Дождь» (О. Гаджикасимов), «Я люблю» (Л. Дербенёв), «Песенка волка» (А. Хаит, А. Левенбук), «Для тебя, человек» (Л. Дербенёв), «Пусть любовью мир наполнится» (М. Розовский), «Заболела бабушка» (Л. Дербенёв), «Охота», «Ожидание любви» (Л. Дербенёв), «Первый поцелуй» (Л. Дербенёв).
- 1984 г. «Мелодия». Ансамбль «Голубые гитары». «Я тебе пригожусь» (И. Гранов — Л. Дербенёв), «На острове Буяне» (А. Морозов — Л. Дербенёв), «Родина» (И. Гранов — Л. Дербенёв), «Конёк-горбунок» (М. Дунаевский — Л. Дербенёв).
- 1985 г. «Мелодия». Синтез-труппа Игоря Гранова. Песни Игоря Гранова из музыкального спектакля «Телешоу». «Ни тепло, не холодно» (И. Шаферан), «Путешествие» (А. Субботин), «Добрый человек» (Л. Измайлов, В. Чудодеев), «Третья сторона» (И. Шаферан), «Родина моя» (Л. Дербенёв), «Песенка гитариста» (А. Жигарев, С. Алиханов), «Не оставляй меня одну» (О. Тесарова), «Цирк» (А. Субботин), «Учитель-попугай» (М. Шабров), «Ты должен понять, человек» (А. Субботин).
- 1987 г. «Мелодия». Синтез-труппа Игоря Гранова. Песни И. Гранова из мюзикла «Панорама». «Письмо к любимой», «Видеть тебя» (Л. Дербенёв), «Я ухожу к другой» (О. Тесарова), «Балтика», «Все начинается вновь», «Атлантида», «Дастархан», «Песенка о терпении» (Л. Дербенёв).
- 1987 г. «Мелодия». Синтез-труппа Игоря Гранова. (45 оборотов). «Песенка о терпении», «Видеть тебя» (И. Гранов — Л. Дербенёв).
- 1989 г. «Синтез-рекордз». Песни на стихи Михаила Шаброва. (45 оборотов). Группа «Игра».Песня «Неспелая вишня»

## Награды и премии
- Заслуженный артист РСФСР (29.10.1979)
- Орден Почёта (2009)[4]
- Орден Дружбы (2004)[5]